# Leonardo-Bibliothek
Die Leonardo-Bibliothek ist eine Präsenzbibliothek für berufsbildende Literatur mit Sitz im Magdeburger Stadtteil Salbke.

## Geschichte
Die Bibliothek befindet sich seit dem 29. Oktober 2010 im Bürgerhaus Alte Schule Salbke. Teile der Bestände sind in Westerhüsen untergebracht, wo sich die Bibliothek zuvor befand. Betreiber der Bibliothek ist das Europäische Bildungswerk für Beruf und Gesellschaft. Der Name erinnert an Leonardo da Vinci.
Die Gründung der Bibliothek geht auf eine Initiative des Professors an der Universität Hannover Günter Wiemann zurück.

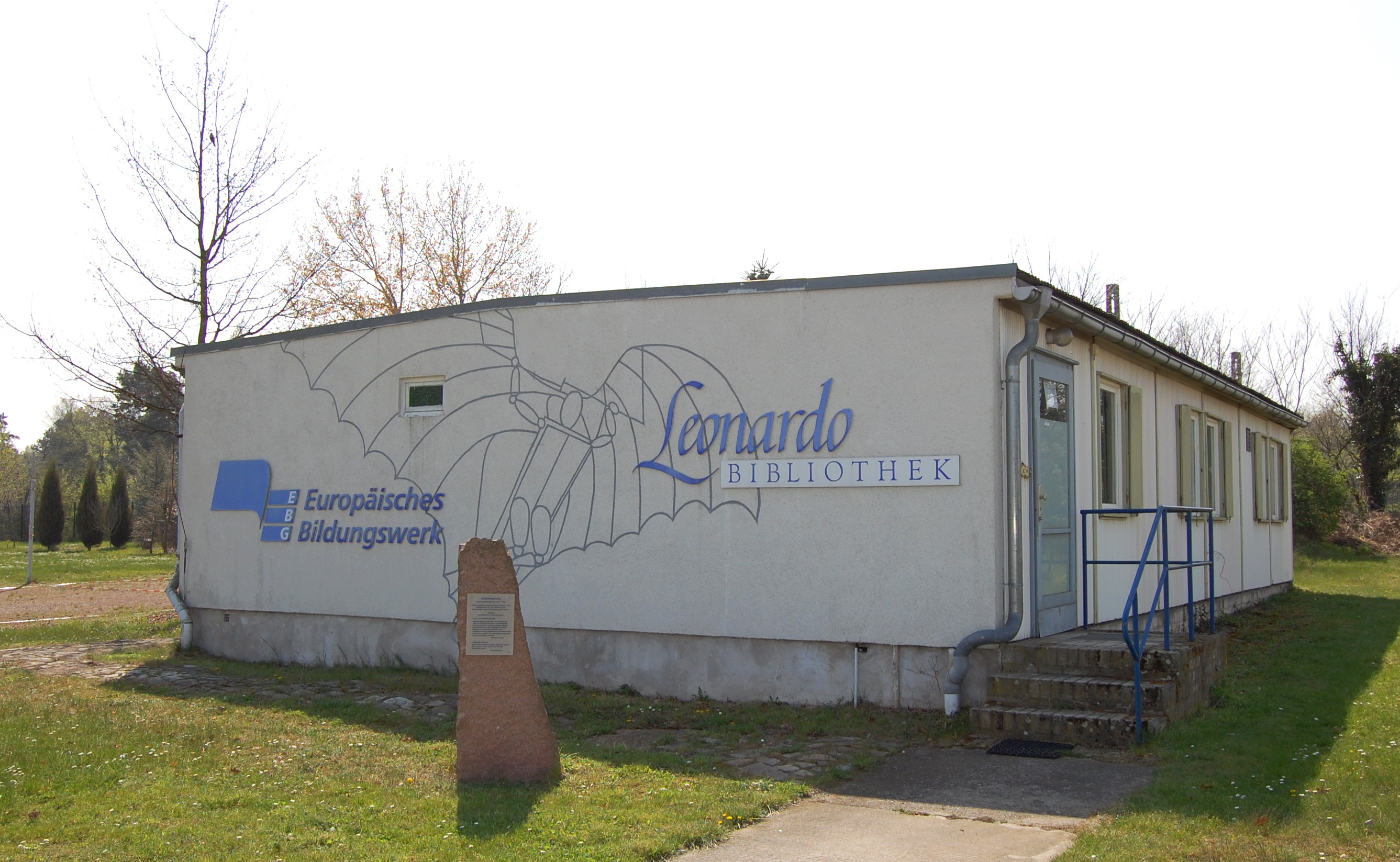
Ehemaliger Sitz der Leonardo-Bibliothek in Westerhüsen

## Bestand
Der Bestand umfasst mehr als 25.000 Lehrbücher und sonstige Materialien der vorberuflichen und beruflichen Bildung aus Deutschland und insbesondere auch aus beiden deutschen Staaten während der Deutschen Teilung. Darunter befinden sich Lehrpläne, pädagogische Zeitschriften, Unterrichtshilfen und methodische Anleitungen, Rechtsvorschriften zur beruflichen Bildung, Tabellenbücher, Nachschlagewerke und Dissertationen sowie Diplomarbeiten zu berufsbildenden Themen. Weiterhin gehört eine Datenbank über Fachbücher für Berufsausbildung sowie Zusatzmaterialien zur Leonardo-Bibliothek.
Die Bibliothek wendet sich vor allem an im Bereich der Berufsausbildung Tätige, wie Berufsschullehrer und Ausbilder.